# Rumex tunetanus
Rumex tunetanus är en slideväxtart som beskrevs av Barratte & Murb.. Rumex tunetanus ingår i släktet skräppor, och familjen slideväxter. Inga underarter finns listade i Catalogue of Life.